# Mondevert
Mondevert (bret. Mondeverzh) – miejscowość i gmina we Francji, w regionie Bretania, w departamencie Ille-et-Vilaine.
Według danych na rok 1990 gminę zamieszkiwało 458 osób, a gęstość zaludnienia wynosiła 91 osób/km² (wśród 1269 gmin Bretanii Mondevert plasuje się na 852. miejscu pod względem liczby ludności, natomiast pod względem powierzchni na miejscu 1017.).